# Transportni
Transportni (del ruso: Транспортный) es un posiólok del ókrug urbano de Goriachi Kliuch del krai de Krasnodar, en las estribaciones noroccidentales del Cáucaso, en Rusia. Está situado en la cabecera  del río Apchas, afluente del río Kubán, 16 km al sudeste de Goriachi Kliuch, y 60 km al sureste de Krasnodar. Tenía 103 habitantes en 2010.
Pertenece al municipio Kutaiski.